# Saint-Matré
Saint-Matré is een plaats en voormalige gemeente in het Franse departement Lot in de regio Occitanie en telt 122 inwoners (1999). De plaats maakt deel uit van het arrondissement Cahors.

## Geschiedenis
Saint-Matré is op 1  januari 2019 gefuseerd met de gemeenten Le Boulvé, Fargues en Saux tot de gemeente Porte-du-Quercy.

## Geografie
De oppervlakte van Saint-Matré bedraagt 6,3 km², de bevolkingsdichtheid is 19,4 inwoners per km².
De onderstaande kaart toont de ligging van Saint-Matré met de belangrijkste infrastructuur en aangrenzende gemeenten.

## Demografie
Onderstaande figuur toont het verloop van het inwonertal.